# Hilal-e-Jurat
Hilal-e-Jurat, Hilal-e-Jur'at, Hilal-i-Jur'at, Hilal-i-Jurrat ou Hilal-i-Juraat (en ourdou : ہلال جرات ; en anglais : croissant du courage) est une décoration militaire pakistanaise. Elle est attribuée par l'armée pakistanaise à des officiers militaires. C'est la seconde plus importante qu'il est possible de recevoir, après le Nishan-e-Haider. Elle a été créée en 1957 par le président pakistanais.

## Critères
Le Hilal-e-Jurat (qui signifie en anglais « croissant du courage ») est décerné par l'armée pakistanaise à destination des seuls officiers militaires pakistanais, qui ont réalisé des « actions prouvant la valeur, le courage ou la dévotion à ses devoirs, en excellant sur terre, dans la mer ou les cieux face à l'ennemi ». Il s'agit donc de faits militaires sur le champ de bataille. Il donne le droit à son récipiendaire d'ajouter les lettres post-nominales « HJ » à la fin de son nom. Les officiers de l'armée de terre, de l'air ou de la marine peuvent le recevoir, mais pas les officiers des unités paramilitaires. La décoration peut être considérée comme l'équivalent de l'ordre du Service distingué au Royaume-Uni.

## Histoire
Le Hilal-e-Jurat a été créé le 16 mars 1957 par le président du Pakistan Iskander Mirza, un ancien militaire lui-même, à l'occasion de la création de la république pakistanaise par la Constitution de 1956. Auparavant, le Pakistan était un dominion et donc sujet au système de récompenses britanniques. Le récipiendaire reçoit une pension et des terres agricoles, environ 51 acres, soit 20 hectares. Toutefois, le journal pakistanais Dawn révèle en 2003 que les terres auraient de fait été remplacées par des attributions de logements et d'une somme forfaitaire de 500 000 roupies.
Le Hilal-e-Jurat est la plus haute distinction militaire à avoir été donnée à des personnes encore en vie, le Nishan-e-Haider n'ayant été attribué que de manière post-mortem. Il a notamment été accordé à Muhammad Ayub Khan, Muhammad Musa, Amir Abdullah Khan Niazi et Ziaur Rahman.